# Колесово (Костромская область)
Колесово — деревня в Костромском районе Костромской области России. Входит в состав Сандогорского сельского поселения.

## География
Деревня находится в юго-западной части Костромской области, в подзоне южной тайги, на левом берегу реки Костромы, на расстоянии приблизительно 45 километров (по прямой) к северу от города Костромы, административного центра области и района. Абсолютная высота — 91 метр над уровнем моря.

### Климат
Климат характеризуется как умеренно континентальный, с продолжительной холодной многоснежной зимой и коротким сравнительно тёплым летом. Средняя температура воздуха самого холодного месяца (января) — −11,6 °C; самого тёплого месяца (июля) — 17,8 °C (абсолютный максимум — 37 °С). Годовое количество атмосферных осадков — 613 мм, из которых большая часть выпадает в тёплый период.

### Часовой пояс
Деревня Колесово, как и вся Костромская область, находится в часовой зоне МСК (московское время). Смещение применяемого времени относительно UTC составляет +3:00.

## Население
| 2008 | 2010 | 2014 |
| ---- | ---- | ---- |
| 18   | ↘15  | ↘9   |

### Национальный состав
Согласно результатам переписи 2002 года, в национальной структуре населения русские составляли 96 % из 28 чел.